# Demetrio di Callati
Demetrio di Callati (Mangalia, prima del 270 a.C. – dopo il 215 a.C.) è stato uno storico greco antico.

## Biografia
Di Demetrio sappiamo solo che proveniva da Callatis (odierna Mangalia) sulla costa occidentale del Mar Nero e che, probabilmente, deve essere vissuto alla fine del III secolo a.C., visto che risulta citato da Agatarchide di Cnido, vissuto a inizio del secolo successivo.

## Opere
Demetrio scrisse Sull'Asia e l'Europa in almeno 20 libri, in cui, probabilmente, si occupava di storia in combinazione con l'analisi delle varie aree geografiche, il che spiegherebbe perché fosse così elogiativamente citato da autori a metà tra storia e geografia come Agatarchide e Strabone. L'ultimo evento menzionato nei frammenti, inoltre, è la morte di Gerone II di Siracusa nel 215/14 a.C., il che costituisce anche il termine post quem per la datazione di Demetrio.
Il lavoro di Demetrio è, anche dai pochissimi frammenti che ne abbiamo, piuttosto interessante, anche perché risulta usato da diversi autori successivi, come dimostrano i già citati Agatarchide e Strabone, il quale ultimo, peraltro, ci ha conservato un elenco dei terremoti stilato dal nostro autore, probabilmente come parte dell'opera sopra menzionata.